# Démographie des Hautes-Pyrénées
La démographie des Hautes-Pyrénées est caractérisée par une faible densité et une population âgée qui stagne depuis les années 1960.
Avec ses 231 453 habitants en 2022, le département français des Hautes-Pyrénées se situe en 85e position sur le plan national.
En six ans, de 2015 à 2021, sa population s'est accrue de près de 2 400 unités, c'est-à-dire de plus ou moins 400 personnes par an. Mais cette variation est différenciée selon les 469 communes que comporte le département.
La densité de population des Hautes-Pyrénées, 51,8 habitants par kilomètre carré en 2022, est deux fois inférieure à celle de la France entière qui est de 107,1 hab./km2 pour la même année.

## Évolution démographique du département des Hautes-Pyrénées
En 2022, le département comptait 231 453 habitants, en évolution de +1,59 % par rapport à 2016 (France hors Mayotte : +2,11 %).
| 1791 | 1801    | 1806    | 1821    | 1826    | 1831    | 1836    | 1841    | 1846    |
| ---- | ------- | ------- | ------- | ------- | ------- | ------- | ------- | ------- |
| -    | 174 721 | 198 763 | 212 077 | 222 059 | 233 031 | 244 170 | 244 196 | 251 285 |

| 1851    | 1856    | 1861    | 1866    | 1872    | 1876    | 1881    | 1886    | 1891    |
| ------- | ------- | ------- | ------- | ------- | ------- | ------- | ------- | ------- |
| 250 934 | 245 856 | 240 179 | 240 252 | 235 156 | 238 037 | 236 472 | 234 825 | 225 861 |

| 1896    | 1901    | 1906    | 1911    | 1921    | 1926    | 1931    | 1936    | 1946    |
| ------- | ------- | ------- | ------- | ------- | ------- | ------- | ------- | ------- |
| 218 973 | 215 546 | 209 397 | 206 105 | 185 760 | 187 875 | 189 993 | 188 604 | 201 954 |

| 1954    | 1962    | 1968    | 1975    | 1982    | 1990    | 1999    | 2006    | 2011    |
| ------- | ------- | ------- | ------- | ------- | ------- | ------- | ------- | ------- |
| 203 544 | 211 433 | 225 730 | 227 222 | 227 922 | 224 759 | 222 368 | 227 736 | 229 228 |

| 2016    | 2021    | 2022    | - | - | - | - | - | - |
| ------- | ------- | ------- | - | - | - | - | - | - |
| 227 829 | 230 956 | 231 453 | - | - | - | - | - | - |

## Population par divisions administratives

### Arrondissements
Le département des Hautes-Pyrénées comporte trois arrondissements. La population se concentre principalement sur l'arrondissement de Tarbes, qui recense 63 % de la population totale du département en 2022, avec une densité de 105,5 hab./km2, contre 21 % pour l'arrondissement de Bagnères-de-Bigorre et 16 % pour celui d'Argelès-Gazost.
| Arrondissement      | Population(2022) | Variation(2022/2016)                       | Superficie(km2) | Densité(hab./km2) |
| ------------------- | ---------------- | ------------------------------------------ | --------------- | ----------------- |
| Tarbes              | 145 643          | en évolution de +3,32 % par rapport à 2016 | 1 380,4         | 105,5             |
| Bagnères-de-Bigorre | 48 361           | en évolution de −1,03 % par rapport à 2016 | 1 783,5         | 27,1              |
| Argelès-Gazost      | 37 449           | en évolution de −1,46 % par rapport à 2016 | 1 300,2         | 28,8              |
| Source : Insee.     |                  |                                            |                 |                   |

### Communes de plus de2 000 habitants
Sur les 469 communes que comprend le département des Hautes-Pyrénées, seize ont en 2022 une population municipale supérieure à 2 000 habitants, sept ont plus de 5 000 habitants et deux ont plus de 10 000 habitants : Tarbes et Lourdes.
Les évolutions respectives des communes de plus de 2 000 habitants sont présentées dans le tableau ci-après.
| Commune              | Population(2022) | Variation(2022/2016)                        | Superficie(km2) | Densité(hab./km2) |
| -------------------- | ---------------- | ------------------------------------------- | --------------- | ----------------- |
| Tarbes               | 44 529           | en évolution de +10,44 % par rapport à 2016 | 15,33           | 2 904,7           |
| Lourdes              | 13 266           | en évolution de −2,82 % par rapport à 2016  | 36,94           | 359,1             |
| Aureilhan            | 8 033            | en évolution de +3,21 % par rapport à 2016  | 9,44            | 851               |
| Bagnères-de-Bigorre  | 7 060            | en évolution de −4,65 % par rapport à 2016  | 125,86          | 56,1              |
| Lannemezan           | 5 810            | en évolution de −0,94 % par rapport à 2016  | 19,03           | 305,3             |
| Bordères-sur-l'Échez | 5 394            | en évolution de +4,72 % par rapport à 2016  | 15,95           | 338,2             |
| Séméac               | 5 202            | en évolution de +6,12 % par rapport à 2016  | 6,29            | 827               |
| Vic-en-Bigorre       | 4 830            | en évolution de −2,03 % par rapport à 2016  | 31,86           | 151,6             |
| Juillan              | 4 019            | en évolution de −2,85 % par rapport à 2016  | 8,2             | 490,1             |
| Barbazan-Debat       | 3 495            | en évolution de +1,33 % par rapport à 2016  | 9,78            | 357,4             |
| Odos                 | 3 291            | en évolution de +1,86 % par rapport à 2016  | 8,77            | 375,3             |
| Soues                | 3 000            | en évolution de −1,51 % par rapport à 2016  | 3,9             | 769,2             |
| Ibos                 | 2 921            | en évolution de +1,07 % par rapport à 2016  | 32,88           | 88,8              |
| Argelès-Gazost       | 2 805            | en évolution de −4,59 % par rapport à 2016  | 3,05            | 919,7             |
| Ossun                | 2 352            | en évolution de −0,51 % par rapport à 2016  | 27,59           | 85,2              |
| Maubourguet          | 2 232            | en évolution de −8,26 % par rapport à 2016  | 22,04           | 101,3             |
| Source : Insee.      |                  |                                             |                 |                   |

## Structures des variations de population

### Soldes naturels et migratoires depuis 1968
La variation moyenne annuelle est en baisse depuis les années 1970, autour de 0,1 %. 
Le solde naturel annuel qui est la différence entre le nombre de naissances et le nombre de décès enregistrés au cours d'une même année, a baissé, passant de 0,1 à −0,4 %. La baisse du taux de natalité, qui passe de 13,6 à 8,2 ‰, n'est en fait pas compensée par une hausse du taux de mortalité, qui parallèlement passe de 12,4 à 12,6 ‰.
Le flux migratoire devient positif et augmente sur la période courant de 1968 à 2021. Il passe de −0 à 0,6 %.
| Indicateurs démographiques                       | 1968 à1975 | 1975 à1982 | 1982 à1990 | 1990 à1999 | 1999 à2010 | 2010 à2015 | 2015 à2021 |
| ------------------------------------------------ | ---------- | ---------- | ---------- | ---------- | ---------- | ---------- | ---------- |
| Variation annuelle moyenne de la population en % | 0,1        | 0,0        | -0,2       | -0,1       | 0,3        | -0,1       | 0,2        |
| - due au solde naturel en %                      | 0,1        | -0,1       | -0,1       | -0,2       | -0,2       | -0,2       | -0,4       |
| - due au solde apparent des entrées sorties en % | -0,0       | 0,2        | -0,0       | 0,1        | 0,5        | 0,2        | 0,6        |
| Taux de natalité en ‰                            | 13,6       | 10,5       | 10,4       | 9,8        | 9,7        | 9,3        | 8,2        |
| Taux de mortalité en ‰                           | 12,4       | 12,0       | 11,7       | 11,7       | 11,7       | 11,7       | 12,6       |
| Source : Insee.                                  |            |            |            |            |            |            |            |

### Mouvements naturels sur la période 2014-2022
En 2014, 2 111 naissances ont été dénombrées contre 2 678 décès. Le nombre annuel des naissances a diminué depuis cette date, passant à 1 862 en 2022, indépendamment à une augmentation, mais relativement faible, du nombre de décès, avec 3 329 en 2022. Le solde naturel est ainsi négatif et diminue, passant de -567 à −1 467.
Le graphique qui aurait dû être présenté ici ne peut pas être affiché car il utilise l'ancienne extension Graph, désactivée pour des questions de sécurité. Des indications pour créer un nouveau graphique avec la nouvelle extension Chart sont disponibles ici.

## Densité de population
La densité de population est en stagnation depuis 1968.
En 2021, la densité était de 51,7 hab./km2.
| 1968 |  | 50.6 |  |

| 1975 |  | 50.9 |  |

| 1982 |  | 51.1 |  |

| 1990 |  | 50.3 |  |

| 1999 |  | 49.8 |  |

| 2010 |  | 51.4 |  |

| 2015 |  | 51.2 |  |

| 2021 |  | 51.7 |  |

## Répartition par sexes et tranches d'âges
La population du département est plus âgée qu'au niveau national.
En 2021, le taux de personnes d'un âge inférieur à 30 ans s'élève à 28,8 %, soit en dessous de la moyenne nationale (35,1 %). À l'inverse, le taux de personnes d'âge supérieur à 60 ans est de 34,7 % la même année, alors qu'il est de 26,6 % au niveau national.
En 2021, le département comptait 111 334 hommes pour 119 622 femmes, soit un taux de 51,79 % de femmes, légèrement supérieur au taux national (51,61 %).
Les pyramides des âges du département et de la France s'établissent comme suit.
| Hommes | Classe d’âge | Femmes |
| ------ | ------------ | ------ |
| 1,1    | 90 ou +      | 3      |
| 9,8    | 75-89 ans    | 13,1   |
| 21     | 60-74 ans    | 21,5   |
| 20,7   | 45-59 ans    | 20,6   |
| 16     | 30-44 ans    | 15,4   |
| 16,1   | 15-29 ans    | 13,1   |
| 15,2   | 0-14 ans     | 13,3   |

| Hommes | Classe d’âge | Femmes |
| ------ | ------------ | ------ |
| 0,7    | 90 ou +      | 1,9    |
| 7,0    | 75-89 ans    | 9,5    |
| 16,6   | 60-74 ans    | 17,5   |
| 20,0   | 45-59 ans    | 19,5   |
| 18,8   | 30-44 ans    | 18,3   |
| 18,3   | 15-29 ans    | 16,7   |
| 18,6   | 0-14 ans     | 16,7   |

## Répartition par catégories socioprofessionnelles
La catégorie socioprofessionnelle des retraités est surreprésentée par rapport au niveau national. Avec 33,8 % en 2021, elle est 7 points au-dessus du taux national (26,8 %). La catégorie socioprofessionnelle des cadres et professions intellectuelles supérieures est quant à elle sous-représentée par rapport au niveau national. Avec 5,1 % en 2021, elle est 5 points en dessous du taux national (10,1 %).
| Catégorie socioprofessionnelle                    | 2015    | 2015 | 2021    | 2021 | Détails de l'année 2021 | Détails de l'année 2021 | Détails de l'année 2021            | Détails de l'année 2021            | Détails de l'année 2021            |
| Catégorie socioprofessionnelle                    | Nb      | %    | Nb      | %    | Hommes                  | Femmes                  | Part en % de la population âgée de | Part en % de la population âgée de | Part en % de la population âgée de |
| Catégorie socioprofessionnelle                    | Nb      | %    | Nb      | %    | Hommes                  | Femmes                  | 15 à 24 ans                        | 25 à 54 ans                        | 55 ans ou +                        |
| ------------------------------------------------- | ------- | ---- | ------- | ---- | ----------------------- | ----------------------- | ---------------------------------- | ---------------------------------- | ---------------------------------- |
| Agriculteurs exploitants                          | 2 777   | 1,4  | 2 642   | 1,3  | 1 835                   | 808                     | 0,3                                | 2,0                                | 1,1                                |
| Artisans, commerçants, chefs d'entreprise         | 8 084   | 4,2  | 8 123   | 4,1  | 5 440                   | 2 683                   | 0,9                                | 7,2                                | 2,4                                |
| Cadres et professions intellectuelles supérieures | 9 749   | 5,0  | 10 018  | 5,1  | 5 635                   | 4 384                   | 0,8                                | 9,3                                | 2,7                                |
| Professions intermédiaires                        | 23 738  | 12,3 | 24 357  | 12,3 | 11 153                  | 13 204                  | 7,4                                | 23,1                               | 4,8                                |
| Employés                                          | 33 151  | 17,1 | 33 104  | 16,7 | 8 915                   | 24 189                  | 16,5                               | 28,7                               | 7,2                                |
| Ouvriers                                          | 21 345  | 11,0 | 20 771  | 10,5 | 17 127                  | 3 644                   | 11,8                               | 18,5                               | 3,7                                |
| Retraités                                         | 67 742  | 35,0 | 67 005  | 33,8 | 31 191                  | 35 814                  | 0,0                                | 0,3                                | 68,9                               |
| Autres personnes sans activité professionnelle    | 27 076  | 14,0 | 32 169  | 16,2 | 13 387                  | 18 782                  | 62,2                               | 11,0                               | 9,2                                |
| Ensemble                                          | 193 662 | 100  | 198 190 | 100  | 94 682                  | 103 508                 | 100                                | 100                                | 100                                |
| Sources : Insee,.                                 |         |      |         |      |                         |                         |                                    |                                    |                                    |